# マクビティ
マクビティ (McVitie's) は、イギリスのユナイテッド・ビスケット社が所有するビスケットの商標である。

## 起源・歴史
マクビティブランドは1830年にロバート・マクビティ (Robert McVitie) がスコットランドのエディンバラで、パンの製造販売所として開業した。最初のビスケットは、新入社員のアレクサンダー・グラント (Alexander Grant) が1839年に開発した。重曹を多く含有して消化に作用する世界で初めてのビスケットであることから、マクビティ・ダイジェスティヴ・ビスケット (McVitie's Digestive) と名付けた。
1925年に開発されて今日も親しまれる片面にチョコレートを塗布したビスケットは、イギリスで1年間に7100万パッケージ以上売り上げて1秒に52枚の割合で食されている。
1985年に多くのシリアルやドライフルーツを混ぜたホブノブ味、1987年にミルクチョコレート味、などもそれぞれ発売された。

## 日本での販売

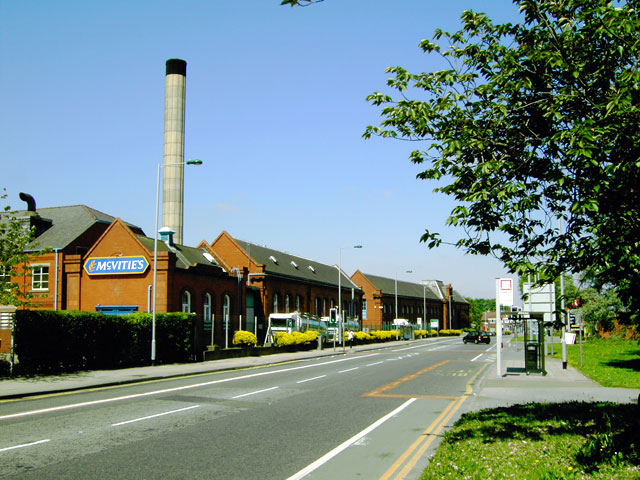
工場

1973年 - 明治製菓が日本国内におけるライセンスをユナイテッド社と契約し、合弁会社の「明治マクビティ」を設けて発売し、2019年8月まで販売した。
2019年 - 明治製菓を継承した明治が、ライセンス契約の満了により製造と販売を終了した。
2019年 - 菓子卸業者山星屋のグループ会社モントワールが、「THINS（シンズ）」と「Nibbles（二ブルズ）」を発売した。
2020年4月6日、｢ダイジェスティブビスケット｣を販売開始。